# Hart’s Location
Hart’s Location ist eine Town im Carroll County in New Hampshire in den USA. Der Ort ist einer der ersten, der seine Ergebnisse der Vorwahl in New Hampshire und der Präsidentschaftswahl bekannt gibt.
Nach dem Zensus von 2020 betrug die Bevölkerungszahl 68. Bis zu seiner Eingemeindung 2001 war es nur eine Niederlassung. Hart’s Location wird teilweise von Bartlett verwaltet, hat aber andererseits seine eigene Verwaltung und Poststelle.

## Geschichte
Die Stelle des heutigen Hart’s Location wurde Oberst John Hart aus Portsmouth in New Hampshire zugesprochen, von dem es auch seinen Namen bekam. 1772 wurde es dem ebenfalls aus Portsmouth stammenden Thomas Chadbourne zugesprochen.
1826 tötete ein Felssturz, als Willey’s Slide bekannt, Samuel Willey und seine Familie. Sie flüchteten von zu Hause und fanden in einem vorbereiteten Unterstand Zuflucht; der Unterstand wurde zerstört, während ihr Haus, aus dem sie flüchteten, unzerstört blieb. Diese Geschichte bildete die Basis für Nathaniel Hawthornes Kurzgeschichte The Ambitious Guest (1835). Zum Gedenken an die Familie wurde der Mount Willey nach ihnen benannt.
Abel Crawford, nach dem Crawford Notch benannt ist, wurde in Hart’s Location beerdigt.

## Geographie
Nach dem United States Census Bureau hat der Ort eine Gesamtfläche von 48,2 km², wovon alles Land ist.
Die Form von Hart’s Location ist auffallend ungewöhnlich: ungefähr 17,6 km lang und 2,4 km breit, mit krummen Grenzen, so dass sich der untere Saco River und U.S. Highway 302 (nahe dem Ortszentrum) kreuzen, umgeben an beiden Seiten von steilen Bergen und in manchen Gebieten von Klippen. Die Anomalität ist auf Karten, die die County-Grenzen zeigen, vergrößert dargestellt: Coos County liegt direkt im Osten, und Grafton County liegt im Westen, aber Hart’s Location ist Teil des Carroll Countys, obwohl es mit ihm kaum verbunden ist. Carroll County deutet die Form einer Teekanne an, mit Hart’s Location als Tülle der Teekanne.
Der höchste Punkt in Hart’s Location ist 1189 m hoch und liegt an der Westgrenze des Ortes, unterhalb des 1306 m hohen Mount Willey. Arethusa Falls, der höchste Wasserfall in New Hampshire, liegt im Nachbartownship Livermore, einem bekannten Wanderort mit Anschluss vom U.S. Highway 302 in Hart’s Location. Der gesamte Ort liegt im Wassereinzugsgebiet des Saco River.

## Politik

### Bundeswahlen
Die Gesetze von New Hampshire erlauben Orten mit weniger als 100 Einwohnern, die Wahlergebnisse um Mitternacht bekanntzugeben und die Wahl zu schließen, wenn alle Wähler ihre Stimmzettel abgegeben haben. Hart’s Location ist zusammen mit Dixville Notch eine der zwei Gemeinden in New Hampshire, aus denen die ersten Ergebnisse der Vorwahlen der Demokraten und Republikaner in New Hampshire bekanntgegeben werden. Damit sind sie jedes Jahr die ersten bei den Vorwahlen in den Vereinigten Staaten. Diese Tradition begann 1948. Sie ist als Dixville Notch Practice bekannt. Dixville Notch bekommt mehr öffentliche Aufmerksamkeit, weil Hart’s Location diese Praxis 1964 einstellte, sie aber 1996 wiederaufnahm.

#### Ergebnisse der Wahlen
Fett sind die USA-weiten Gewinner jeder Wahl markiert:

##### 1996
| Vorwahlen der Demokraten: (12 Stimmen) | Vorwahlen der Republikaner: (19 Stimmen) | Gesamt: (31 Stimmen) |
| -------------------------------------- | ---------------------------------------- | -------------------- |
| Bill Clinton – 12                      | Lamar Alexander – 8                      | Bob Dole – 13        |
|                                        | Bob Dole – 3                             | Bill Clinton – 12    |
|                                        | Pat Buchanan – 3                         | Ross Perot – 4       |
|                                        | Steve Forbes – 3                         | Harry Browne – 2     |
|                                        | Phil Gramm – 1                           |                      |
|                                        | Colin Powell – 1, eingeschrieben         |                      |

##### 2000
| Wahl der Demokraten: (12 Stimmen) | Wahl der Republikaner: (14 Stimmen) | Gesamt: (30 Stimmen) |
| --------------------------------- | ----------------------------------- | -------------------- |
| Bill Bradley – 9                  | John McCain – 9                     | George W. Bush – 17  |
| Al Gore – 3                       | George W. Bush – 5                  | Al Gore – 13         |

##### 2004
| Vorwahl der Demokraten: (16 Stimmen) | Wahl der Republikaner: (13 Stimmen) | Gesamt: (31 Stimmen) |
| ------------------------------------ | ----------------------------------- | -------------------- |
| Wesley Clark – 6                     | George W. Bush – 13                 | George W. Bush – 16  |
| John Kerry – 5                       |                                     | John Kerry – 14      |
| Howard Dean – 3                      |                                     | Ralph Nader – 1      |
| John Edwards – 2                     |                                     |                      |

##### 2008
| Vorwahl der Demokraten: (13 Stimmen) | Vorwahl der Republikaner: (16 Stimmen) | Gesamt: (29 Stimmen)         |
| ------------------------------------ | -------------------------------------- | ---------------------------- |
| Barack Obama – 9                     | John McCain – 6                        | Barack Obama – 17            |
| Hillary Clinton – 3                  | Mike Huckabee – 5                      | John McCain – 10             |
| John Edwards – 1                     | Ron Paul – 4                           | Ron Paul – 2, eingeschrieben |
|                                      | Mitt Romney – 1                        |                              |

##### 2012
| Vorwahl der Demokraten: | Vorwahl der Republikaner: | Gesamt: (33 Stimmen) |
| ----------------------- | ------------------------- | -------------------- |
|                         |                           | Barack Obama – 23    |
|                         |                           | Mitt Romney – 9      |
|                         |                           | Gary Johnson – 1     |

##### 2016
| Vorwahl der Demokraten: (21 Stimmen) | Vorwahl der Republikaner: (14 Stimmen) | Gesamt: (37 Stimmen)               |
| ------------------------------------ | -------------------------------------- | ---------------------------------- |
| Bernie Sanders – 12                  | John Kasich – 5                        | Hillary Clinton – 17               |
| Hillary Clinton – 7                  | Donald Trump – 4                       | Donald Trump – 14                  |
| Mark Stewart Greenstein – 2          | Chris Christie – 2                     | Gary Johnson – 3                   |
|                                      | Jeb Bush – 1                           | Bernie Sanders – 2                 |
|                                      | Ben Carson – 1                         | John Kasich/Sanders (write-in) – 1 |
|                                      | Marco Rubio – 1                        |                                    |

Source:

## Behörden und Organisationen mit Sicherheitsaufgaben
Die Polizei wird vom Carroll County Sheriff's Office oder dem NH State Police Troop E, abhängig von der Belegschaft für die Tageszeit, betrieben.